# Verquières
Verquières település Franciaországban, Bouches-du-Rhône megyében. Lakosainak száma 775 fő (2022. január 1.). Verquières Noves és Saint-Andiol községekkel határos.

## Népesség
A település népessége az elmúlt években az alábbi módon változott:
| Lakosok száma | 335  | 508  | 654  | 786  | 815  | 843  | 818  | 819  | 805  | 775  |
|               | 1968 | 1982 | 1990 | 2006 | 2011 | 2016 | 2017 | 2019 | 2020 | 2022 |